# Raffinazione
La raffinazione è un processo di eliminazione delle sostanze estranee da una sostanza chimica disponibile come risorsa naturale ma che, per renderne possibile un uso specifico, è preferibile avere in forma più pura. Il processo di raffinazione può produrre altre sostanze residue con possibilità di impiego in altre applicazioni, come nel caso del petrolio. Il processo può includere lavorazioni che possono mutare radicalmente l'aspetto della risorsa, come nel caso di metallo dal minerale.
Nel caso del petrolio, allo stato naturale è utilizzabile come combustibile generico ma la sua combustione rilascia fumi pesanti. Per l'impiego come carburante nei motori è necessario raffinarlo per ottenere sostanze pure e di miglior qualità, quali la benzina e il gasolio. Il processo genera anche numerosi residui, tra cui bitume, olio pesante, olio combustibile, olio carburante, che vengono impiegati in applicazioni diverse, quali la lubrificazione, l'asfaltatura delle strade, il riscaldamento.
I materiali più comuni che si raffinano sono tuttavia pochi:
- metallo
- oli vegetali
- petrolio
- zolfo
- silicio
- zucchero

## Panoramica sui processi
I liquidi si raffinano per distillazione e cracking, oppure per estrazione delle impurità grazie a solventi che dissolvono la sostanza desiderata oppure quella indesiderata. Anche i gas si raffinano con processi analoghi poiché sono trasformabili in liquidi per compressione o raffreddamento. Molti solidi, in particolare il silicio per semiconduttori usato nell'industria elettronica, si raffinano invece per accrescimento di cristalli in una soluzione di materiale impuro; la struttura regolare del reticolo cristallino tende a favorire la sostanza desiderata a scapito delle impurità. Alcuni processi contemplano anche reazioni chimiche.

Quando è richiesta estrema purezza del materiale, come nel caso del silicio per semiconduttori, si mettono a punto processi molto complessi in cui entrano in gioco molte o tutte le tecniche discusse sopra.